# Сантарелли, Даниэле
Даниэле Сантарелли (итал. Daniele Santarelli, род. 8 июня 1981, Фолиньо, провинция Перуджа, область Умбрия, Италия) — итальянский волейбольный тренер. 

## Биография
В качестве игрока до 2010 года Даниэле Сантарелли выступал за команды серий B чемпионата Италии из Фолиньо, Виченцы, Леньяго и Террачины. Играл на позиции либеро. В 2010 начал тренерскую деятельность и на протяжении двух лет работал с молодёжными командами своего родного региона Умбрия.
В 2012 вошёл в тренерский штаб команды серии А1 чемпионата Италии среди женщин «Скаволини» (Пезаро) в качестве ассистента главного тренера, С 2014 работал в других командах серии А1 — «Робур-Тибони» (Урбино), «Поми» (Казальмаджоре) также в качестве тренера. В 2015 приглашён в ВК «Имоко Воллей» из Конельяно помощником наставника команды Давиде Маццанти, а после назначения последнего на пост главного тренера сборной Италии в 2017 году стал во главе команды.
Под руководством Сантарелли с 2017 года команда «Имоко Воллей» 7 раз подряд стала чемпионом Италии (2018—2025, кроме незавершённого из-за пандемии COVID-19 чемпионата 2020), 6 раз подряд выиграла Кубок Италии, 7 раз подряд — Суперкубок страны, трижды — Лигу чемпионов ЕКВ (2021, 2024, 2025), трижды — клубный чемпионат мира (2019, 2022, 2024). Сезон 2020—2021 был ознаменован выдающимся достижением команды. «Имоко Воллей» вышла победителем во всех четырёх турнирах, в которых принимала участие — чемпионате, Кубке и Суперкубке Италии и Лиге чемпионов ЕКВ. При этом команда из Конельяно не потерпела ни единого поражения в 45 матчах, проведённых на этих турнирах. Всего же с декабря 2019 года непрерывная серия побед команды Сантарелли продлилась два года и составила 76 матчей.
В 2018 Сантарелли был назначен на пост главного тренера женской сборной Хорватии, с которой в том же году выиграл Средиземноморские игры, а в 2019 и 2021 — «серебро» Евролиги.
В январе 2022 года Даниэле Сантарелли возглавил женскую сборную Сербии. Под его руководством сербская национальная команда стала бронзовым призёром Лиги наций, а в октябре того же года выиграла чемпионат мира. С 2023 — главный тренер женской сборной Турции, с которой в том же году выиграл Лигу наций и чемпионат Европы.

## Тренерская карьера
Сантарелли работал наставником только женских команд:
- 2012—2013 — «Робурспорт» (Пезаро) — серия А1— тренер;
- 2013 — «Пангея-Джорджоне» (Кастельфранко-Венето) — серия В2 — тренер;
- 2014 — «Робур-Тибони» (Урбино) — серия А1 — тренер;
- 2014—2015 — «Поми» (Казальмаджоре) — серия А1 — тренер;
- с 2015 — «Имоко Воллей» (Конельяно) — серия А1 — тренер, главный тренер (с 2017);
- 2018—2021 — женская сборная Хорватии — главный тренер;
- 2022 — женская сборная Сербии — главный тренер;
- с 2023 — женская сборная Турции — главный тренер.

## Тренерские достижения

### Со сборными
Хорватия:
- двукратный серебряный призёр Евролиги — 2019, 2021.
- чемпион Средиземноморских игр 2018.

 Сербия:
- чемпион мира 2022.
- бронзовый призёр Лиги наций 2022.

 Турция:
- чемпион Европы 2023.
- победитель Лиги наций 2023.

### Клубные
- 7-кратный чемпион Италии — 2018, 2019, 2021, 2022, 2023, 2024, 2025.
- 6-кратный победитель розыгрышей Кубка Италии — 2020, 2021, 2022, 2023, 2024, 2025;
  - двукратный серебряный призёр Кубка Италии — 2018, 2019.
- 7-кратный обладатель Суперкубка Италии — 2018, 2019, 2020, 2021, 2022, 2023, 2024.

- 3-кратный победитель Лиги чемпионов ЕКВ — 2021, 2024, 2025;
  - двукратный серебряный (2019, 2022) и бронзовый (2018) призёр Лиги чемпионов ЕКВ.
- 3-кратный победитель клубных чемпионатов мира — 2019, 2022, 2024;
  - серебряный призёр клубного чемпионата мира 2021.

## Семья
24 июня 2017 года Даниэле Сантарелли заключил брак с волейболисткой сборной Италии и «Имоко Воллей» Моникой Де Дженнаро.